# Chenopodiopsis chenopodioides
Chenopodiopsis chenopodioides är en flenörtsväxtart som först beskrevs av Friedrich Ludwig Diels, och fick sitt nu gällande namn av O.M. Hilliard. Chenopodiopsis chenopodioides ingår i släktet Chenopodiopsis och familjen flenörtsväxter. Inga underarter finns listade i Catalogue of Life.